# 古川尹家
古川 尹家（ふるかわ まさいえ）は、室町時代後期の公卿・大名・歌人。参議・姉小路（古川）尹家の子。古川 昌家とも。姉小路家（飛騨古川氏）当主。外祖父・姉小路家綱の養子となり、小島家の当主として活動していたとする説がある。

## 概要
『兼宣公記』応永24年（1417年）1月7日条によると、尹家が従五位上に叙されている。また、飛騨の乱で父・尹綱が敗死したことにより、尹家が斯波義教の援助を受けていたという。尹家は系図上は姉小路家綱（師言の父）の子となっている。家綱と尹家は実の父子関係とするには時間が開きすぎている上に、家綱の娘が尹綱に対して哀悼の歌を詠んでいることから、尹綱と家綱の娘は婚姻関係にあり、その間に生まれた尹家が家綱の養子となり、「小島尹家」として活動していたとする説がある。
宝徳3年（1451年）に従三位に叙されており、康正元年（1455年）に出家している。極位極官は正三位・参議。